# Оцеп, Фёдор Александрович
Фёдор Алекса́ндрович О́цеп (нем. Fedor Ozep; 9 февраля 1895, Москва, Российская империя — 20 июня 1949, Беверли-Хиллз, Калифорния, США) — русский и советский кинорежиссёр, сценарист, критик и организатор кинопроизводства. После эмиграции работал также в Германии, Франции, Италии, Испании, США и Канаде.

## Биография
Родился 9 февраля 1895 года (по другим данным, включая дату на могильной плите — 1893 года) в Москве в семье владельцев фабрики по производству зонтов Хонона Фальковича (Александра Филипповича) Оцепа и Баси Лейбовны Оцеп (в выпущенной в 1899 году справочной и адресной книге «Вся Москва на 1900 год» владелицей фабрики и квартиросъёмщицей указывается только мать, в 1904 году — как мать, так и отец). Семья жила в доме Вельтищевой в Брюсовском переулке, с 1898 года мать с детьми жила в квартире брата отца — Моисея Фальковича (Филипповича) Оцепа — в доме Романова (дом № 2) на Малой Бронной улице, к 1901 году — у свёкра в доме Вельтищевой на Большой Никитской улице.
После окончания лицея учился в Московском университете. Одновременно с учёбой работал журналистом, под псевдонимом Фёдор Машков писал рецензии на фильмы в популярном журнале «Кино-Театр и жизнь». Быстро завоевал репутацию талантливого критика.
С 1915 года работал также ассистентом на хронике и сценаристом у продюсера Иосифа Ермольева и режиссёра Якова Протазанова. Написал целый ряд киносценариев: «Николай Ставрогин» (1915, по роману «Бесы» Ф. Достоевского), «Дети Ванюшина», «Пара гнедых» и «Мёртвый дом» (все — 1915), «Пиковая дама» (1916), «Проклятые миллионы» (1917), «Отец Сергий» (1918, совместно с Н. Эфросом и А. Волковым), «Тайна королевы» (по роману Элинор Глин «Три недели»). В 1917 году опубликовал в издательстве Бориса Андржеевского несколько романсов на собственную музыку и стихи: «Звучи звончей гитара», «Помню я вечер весенний», «Отдай мне эту розу» («Твой милый взгляд твоих очей...»).
После Октябрьской революции продолжил работу кинодраматурга, написал сценарии фильмов «Поликушка» (1919), «Аэлита» и «Папиросница от Моссельпрома» (1924), «Коллежский  регистратор» (1926, по повести А. Пушкина «Станционный смотритель»). Кроме того, являлся заведующим художественной частью киноколлектива «Русь». В 1924 году на его базе было создано акционерное общество «Межрабпом-Русь», единственное негосударственное кинопредприятие в постреволюционной России. Оцеп вошёл в состав его руководства.
В 1926 году совместно с Борисом Барнетом дебютировал в качестве режиссёра, поставив фильм «Мисс Менд» по мотивам популярного приключенческого комикса Мариэтты Шагинян «Месс-менд», значительно переосмысленного в ходе съёмок. Фильм пользовалася огромным зрительским успехом и стал самым кассовым советским фильмом 1920-х годов. В «Мисс Менд» с небольшой ролью дебютировала восемнадцатилетняя Анна Стэн, его будущая жена. В 1927 году снял фильм «Земля в плену» с Анной Стэн в главной роли. В 1920-е годы жил в Малом Лёвшинском переулке, дом 6, кв. 2.
В 1929 году поставил совместный германо-советский фильм «Живой труп» по пьесе Льва Толстого с В. Пудовкиным в главной роли, с восторгом принятый немецкой прессой, однако на родине получивший холодный приём.
Оставшись в Германии, в 1931 году снял фильм «Убийца Дмитрий Карамазов», экранизацию романа Фёдора Достоевского. Этот фильм, как практиковалось на заре звукового кино, был снят в двух вариантах — с немецкими актёрами на немецком и с французскими — на французском языке. Но главную женскую роль в обоих вариантах исполнила Анна Стэн, которую для этого специально вызвали из Советской России.
Позднее Анна Стэн уехала по приглашению в Голливуд, а Фёдор Оцеп с 1932 года работал во Франции, где в том же году поставил «Призраки Парижа». В 1934 году снял фильм «Страх» и экранизацию новеллы Стефана Цвейга «Амок». В 1935 году вынашивал планы экранизации «Анны Карениной» Льва Толстого; с этой целью даже заказал сценарий Евгению Замятину, однако замыслу не суждено было сбыться. В 1937 году поставил экранизацию «Пиковой дамы» Александра Пушкина, а в 1938 году в Италии вместе с Марио Солдати — «Княжну Тараканову» с Анной Маньяни и Альберто Сорди. В том же году Эрих фон Штрогейм сыграл у него главную роль в военной драме «Гибралтар» (1938).
Вторая мировая война застала Оцепа врасплох. Когда немцы подошли к Парижу, он бежал в Ниццу, а затем в Касабланку. По распоряжению французской администрации как иностранец еврейского происхождения был заключён в лагерь для перемещённых лиц, где находился до 1941 года. Затем эмигрировал в США. В 1943 году на пике моды русской темы в Голливуде вместе с Генри Кеслером снял военную кинокомедию «Три русские девушки» с Анной Стэн в главной роли. В 1945 году поставил в Испании комедийный мюзикл «Ноль за поведение». Последние фильмы снял в Канаде: «Отец Шопен» (1945), «Город слухов» (1947), «Крепость» (1947).
Умер от сердечного приступа 20 июня 1949 года в Беверли-Хиллз.

## Семья
- Жена — Анна Стэн, актриса советского и американского кино.
- Сестра — Лия Александровна (Хононовна) Алейникова (урождённая Оцеп, 1887—1948)[11], была замужем за организатором кинопроизводства Моисеем Алейниковым[6].
- Брат — Семён Александрович Оцеп (1886—1957)[12], учёный в области вентиляционной, климатической и отопительной техники, в годы НЭПа был владельцем фабрики «Свет» в Лебяжьем переулке в Москве, кандидат технических наук (по теме «Вентиляция в цехах глубокой печати»), автор монографий[13].
- Матвей Александрович (Мордух Хононович) Оцеп (1884—1958), адвокат, был защитником на крупных политических процессах 1910—1930-х годов[14].
- Племянник — Юлий Яковлевич Райзман, советский кинорежиссёр, сценарист, педагог.
- Двоюродный брат — Матвей Моисеевич Оцеп, кинооператор, член Союза кинематографистов СССР.

## Фильмография

### Режиссёр
- 1926 — Мисс Менд
- 1928 — Земля в плену
- 1929 — Живой труп / Der lebende Leichnam
- 1931 — Убийца Дмитрий Карамазов / Der Mörder Dimitri Karamasoff
- 1932 — Призраки Парижа / Mirages de Paris / Großstadtnacht
- 1934 — Страх / La Peur
- 1934 — Амок / Amok
- 1937 — Пиковая дама / La Dame de pique
- 1938 — Гибралтар / Gibraltar
- 1938 — Княжна Тараканова / La Principessa Tarakanova
- 1943 — Три русские девушки / Three Russian Girls
- 1945 — Отец Шопен / Le Père Chopin
- 1945 — Ноль за поведение / Cero en conducta
- 1947 — Крепость / La Forteresse
- 1947 — Город слухов / Whispering City

### Сценарист
- 1916 — Пиковая дама
- 1922 — Поликушка
- 1924 — Аэлита
- 1924 — Папиросница от Моссельпрома
- 1925 — Коллежский регистратор
- 1926 — Мисс Менд
- 1928 — Кукла с миллионами
- 1928 — Земля в плену
- 1929 — Живой труп / Der lebende Leichnam
- 1931 — Убийца Дмитрий Карамазов / Der Mörder Dimitri Karamasoff
- 1932 — Призраки Парижа / Mirages de Paris / Großstadtnacht
- 1936 — Одинокая женщина / A Woman Alone

## Романсы Фёдора Оцепа (нотные издания)
- Звучи звончей гитара. Романс для голоса с сопровождением фортепиано / слова и музыка Фёдора Оцепа. С посвящением Екатерине Константиновне Протасовой. — М.: Б. Андржеевский, 1917. — 5 с.
- Помню я вечер весенний: романс для голоса с сопровождением фортепиано / слова и музыка Фёдора Оцепа. — М.: Б. Андржеевский, 1917. — 5 с.
- Отдай мне эту розу (Твой милый взгляд твоих очей...). Цыганский романс для голоса с сопровождением фортепиано / слова и музыка Фёдора Оцепа. — М.: Б. Андржеевский, 1917. — 5 с.

## Прочие публикации
- Мисс Менд (изоматериал). Реж. Ф. Оцеп, Б. Барнет. Плакат /Худож. С. А. Семёнов-Менес. Межрампом-Русь. — М.: Книжная фабрика центрального издательства народов СССР, 1926.
- Не ходи по левой стороне, а иди на Мисс-Менд (изоматериал). Плакат. / С. А. Семёнов-Менес. — М.: Межрабпом-Русь, 1926 (Книжная фабрика центрального издательства).
- Мисс Менд (изоматериал). Авантюрный кинороман в 3-х сериях. Режиссеры: Ф. Оцеп и Б. Барнет. В главных ролях: Игорь Ильинский, Наталия Глан, Н. Розенель. Либретто к кинофильму. — М.: Кинопечать, 1927.
- Коллежский Регистратор (изоматериал). По повести Пушкина «Станционный смотритель». Сценарий Ф. А. Оцепа и В. К. Туркина. Постановка Ю. А. Желябужского и И. М. Москвина. В главных ролях: народ. арт. И. М. Москвин, В. С. Малиновская, Б. П. Тамарин. Либретто к кинофильму. — М.: Кинопечать, 1927.
- Живой труп (Изоматериал). Режиссёр Ф. А. Оцеп. Плакат. —М.: Издание Межрабпом-Русь, 1929.